# Dansverbod
Een dansverbod is een, meestal religieus ingegeven, verbod op het publiekelijk dansen. In sommige landen of landstreken geldt een algeheel verbod op enkele momenten van het jaar, bijvoorbeeld op een nationale feestdag of herdenkingsdag, in andere landen geldt een dansverbod tussen mannen en vrouwen.

## Nederland
Amsterdam kende van eind 19e eeuw tot 1924 een de facto dansverbod. Men gaf simpelweg geen vergunningen voor dansgelegenheden meer af. De stadsbesturen zagen dansen als onzedelijk en schadelijk voor de gezondheid. Burgemeester De Vlugt ging in 1924 overstag, er werden zes dansvergunningen afgegeven, al werden tevens allerlei regels voor het gedrag op de dansvloer uitgevaardigd.

## Duitsland
In Duitsland bestaat een dansverbod. Via wettelijke regeling is bepaald dat op bepaalde dagen niet publiekelijk gedanst mag worden. Het dansverbod betreft niet alleen dansfeesten en discotheken, maar ook veel sportevenementen vallen onder het verbod. In veel gevallen hangt het dansverbod samen met christelijke feestdagen. Per Duitse deelstaat wordt geregeld op welke dagen een dansverbod geldt en binnen welke tijdsperiode.
Dagen met een dansverbod in alle deelstaten zijn Goede Vrijdag, de Volkstrauertag (een dag die vergelijkbaar is met de Nationale Dodenherdenking in Nederland) en de Eeuwigheidszondag (laatste zondag van het kerkelijk jaar). Andere dagen met een dansverbod in sommige deelstaten zijn bijvoorbeeld Witte Donderdag, Paaszaterdag en Kerstavond.
De regeling wordt ondersteund door artikel 140 van de Duitse grondwet die de zondagen en de feest- en gedenkdagen als dagen van arbeidsrust en geestelijke verheffing een bijzondere bescherming toekent.
Overzicht dansverboden per deelstaat:
| Dag/deelstaat      | BW    | BY    | BE    | BB    | HB    | HH    | HE    | MV    | NI    | NW    | RP    | SL    | SN    | ST    | SH    | TH    |
| ------------------ | ----- | ----- | ----- | ----- | ----- | ----- | ----- | ----- | ----- | ----- | ----- | ----- | ----- | ----- | ----- | ----- |
| Nieuwjaar          |       |       |       |       |       |       | 04-12 |       |       |       |       |       |       |       |       |       |
| Aswoensdag         |       | 02-24 |       |       |       |       |       |       |       |       |       |       |       |       |       |       |
| Witte Donderdag    | 18-24 | 02-24 |       |       |       |       | 04-24 |       | 05-24 | 18-24 | 04-24 | 04-24 |       |       |       |       |
| Goede Vrijdag      | G     | G     | 04-21 | G     | 06-21 | 02-24 | G     | G     | G     | G     | G     | G     | G     | G     | 02-24 | G     |
| Stille Zaterdag    | 00-20 | G     |       | 00-04 |       | 00-02 | G     | 00-18 | G     | 00-06 | G     | G     |       |       | 00-02 |       |
| Eerste Paasdag     |       |       |       |       |       |       | 04-12 |       |       |       | 00-16 |       |       |       |       |       |
| Tweede Paasdag     |       |       |       |       |       |       | 04-12 |       |       |       |       |       |       |       |       |       |
| Hemelvaartsdag     |       |       |       |       |       |       | 04-12 |       |       |       |       |       |       |       |       |       |
| Eerste Pinksterdag |       |       |       |       |       |       | 04-12 |       |       |       |       |       |       |       |       |       |
| Tweede Pinksterdag |       |       |       |       |       |       | 04-12 |       |       |       |       |       |       |       |       |       |
| Sacramentsdag      |       |       |       |       |       |       | 04-12 |       |       |       |       |       |       |       |       |       |
| Allerheiligen      | 03-24 | 02-24 |       |       |       |       |       |       |       | 05-18 | 04-24 | 04-24 |       |       |       |       |
| Allerzielen        |       |       |       |       |       |       |       |       | K     |       |       | 00-18 |       |       |       |       |
| Volkstrauertag     | 05-24 | 02-24 | 04-21 | 04-24 | 06-17 | 06-15 | 04-24 | 05-24 | 05-24 | 05-18 | 04-24 | 04-24 | 03-24 | 05-24 | 06-20 | 03-24 |
| Buß- und Bettag    | 03-24 | 02-24 |       |       |       |       |       |       |       |       |       | 04-18 | 03-24 | 05-24 |       |       |
| Eeuwigheidszondag  | 05-24 | 02-24 | 04-21 | 04-24 | 06-17 | 06-17 | 04-24 | 05-24 | 05-24 | 05-18 | 04-24 | 04-24 | 03-24 | 05-24 | 06-20 | 03-24 |
| Kerstavond         |       | 14-24 |       | 13-24 |       |       | 17-24 | 13-24 | 13-24 | 16-24 | 13-24 | 14-24 |       | 16-24 |       | 15-24 |
| Eerste Kerstdag    |       |       |       |       |       |       | 04-12 |       |       |       | 00-16 |       |       |       |       |       |
| Tweede Kerstdag    |       |       |       |       |       |       | 04-12 |       |       |       |       |       |       |       |       |       |

| G     | = de gehele dag een dansverbod                                          |
| K     | = 05-24 uur in gemeentes met ten minste 40 procent katholieke bevolking |
| 13-24 | = met aanduiding van de tijd                                            |
|       | = geen dansverbod                                                       |

## Iran en Afghanistan
In Iran en Afghanistan is het voor een man en vrouw verboden om in het publiek met elkaar te dansen. Hoewel er geen algeheel dansverbod geldt, worden vrouwen niet geacht te dansen. Dit heeft ertoe geleid dat in Afghanistan zelfs in de persoonlijke sfeer mannelijke buikdansers worden gebruikt, zogenaamde Bacha bazi. In Iran dansen mannen en vrouwen soms uit protest tegen het verbod, bijvoorbeeld op de tribunes tijdens een voetbalwedstrijd (vrouwen mogen officieel ook geen voetbalwedstrijden bijwonen van mannelijke teams).